# 雷電神社 (館林市上三林町)
雷電神社（らいでんじんじゃ）は、群馬県館林市の神社。

## 歴史
創建年代は不明である。ただ館林藩が編纂した幕末の地誌『封内経界図誌』に記載されていることから、そのころにはすでに存在していたものと推測される。
1906年（明治39年）に「神饌幣帛料供進神社」に指定された。明治末期から大正にかけて行われた神社合祀により、1914年（大正3年）に6社、1921年（大正10年）に「稲荷神社」が合祀された。

## 交通アクセス
- 路線バス上三林郵便局前停留所より徒歩4分。